# Guerre huarco-inca
 (octobre 2023).
La guerre huarco-inca oppose la confédération Huarco à l’Empire inca. La guerre prend fin avec la conquête inca de la confédération Huarco.